# Jos Wijnant
Josephus Gerardus Antonius (Jos) Wijnant (Antwerpen, 27 maart 1902 – 's-Hertogenbosch, 26 juni 2010) was een inwoner van 's-Hertogenbosch die bijna twee jaar lang de titel 'oudste mannelijke inwoner van Nederland' heeft gedragen.
Sinds het overlijden van de 106-jarige Adrianus van der Vaart op 28 juli 2008 was Wijnant de oudste mannelijke inwoner van Nederland. Hij heeft deze titel bijna 2 jaar (1 jaar en 333 dagen) gedragen.
Hij werd geboren in Antwerpen en tijdens de Eerste Wereldoorlog door zijn ouders naar familie in de Nederlandse stad 's-Hertogenbosch gestuurd, waar hij uiteindelijk is blijven wonen. Hier ging hij vanaf 1930 voor de gemeente werken en na 37 dienstjaren, in 1967, als hoofd van de Dienst Financiën met pensioen.
Wijnant was weliswaar in België geboren, maar hij had toch de Nederlandse nationaliteit.
Een uitspraak die hij tegenover een journalist deed op zijn 105e verjaardag was: Oud worden is leuk, maar oud zijn minder. Ter gelegenheid van zijn 107e verjaardag kreeg hij de nodige media-aandacht. Zo werd een documentaire over hem uitgezonden op Omroep Brabant en Omroep Gelderland en hij werd gebeld door Giel Beelen in diens radio-uitzending.
In 2009 tekende De week van nu de volgende uitspraak op van hem: Ik geniet al 42 jaar van mijn pensioen, misschien hebben we hier de oorzaak van de kredietcrisis gevonden? Ter ere van zijn 108e verjaardag kopte De Telegraaf opnieuw een relativerende uitspraak van Wijnant: Als ik nu een kind had gered, dan zou dat een heldendaad zijn. Oud worden is dat niet.
Jos Wijnant is uiteindelijk 108 jaar en 91 dagen oud geworden. Naar verluidt brak hij zijn heup bij een val, en ging vervolgens snel achteruit. Zijn opvolger was Cornelis Geurtz.